# Radioåret 1937

## Händelser

### Februari
- 1 februari - Radiotjänst börjar i Sveriges radio sända "Klockspelet" från stadshustornet samt "Dagens dikt" och "Dagens melodi" [1]. Esaias Tegnérs "Det eviga" blir första dikten ut [2].

### April
- 8 april - Skräddaren LH Hådén i Hudiksvall blir Sveriges miljonte radiolicensinnehavare [3].

### Oktober
- 1 oktober - Radiotjänst startar programmet "Dagens Eko" [1], 15 minuter varje dag med nyheter och kommentarer.

## Radioprogram

### Sveriges Radio
- 1 februari - Premiär för Dagens dikt.
- 1 oktober - Premiär för nya nyhetsprogrammet Dagens eko.

## Födda
- Okänt datum – Björn Lindgren, svensk radioproducent och programledare.

### Fotnoter
1. 1 2  20:e århundrades När Var Hur - 1937, Bernt Himmelstedt, Forum, 1999
2. ↑  Sveriges Radio - Dagens dikt: historik (svenska)
3. ↑  20:e århundrades När Var Hur - 1930-talet, Bernt Himmelstedt, Forum, 1999